# جیسون شوارتزمن
جیسون شوارتزمن (به انگلیسی: Jason Schwartzman)(زاده ۲۶ ژوئن ۱۹۸۰) بازیگر آمریکایی است.
او فرزند تالیا شایر و جک شوارتزمن است.
از فیلم‌های معروف او می‌توان به بازی در فیلم افسونگر اشاره کرد.

## فیلم‌شناسی
فهرست برخی از فیلم‌هایی که جیسون شوارتزمن در آنها به ایفای نقش پرداخته‌است:
- افسونگر
- سیمون
- ماری آنتوانت
- قلمرو طلوع ماه
- راشمور
- نجات آقای بنکس
- چشمان بزرگ
- دارجلینگ محدود
- در حد مرگ کسل‌شده
- بزها
- ترول‌ها
- قلب من هاکبی
- هتل شوالیه
- موتسارت در جنگل
- تنبل‌ها
- اسکات پیلگریم در برابر دنیا
- آقای روباه شگفت‌انگیز
- دختر فروشنده
- تجربه مارک پیز
- خروجی‌های طلایی
- نگاهی به درون ذهن
- گزارش فرانسوی (نویسنده)
- سی‌کیو
- خانم مسابقه